# Catherine Jemmat

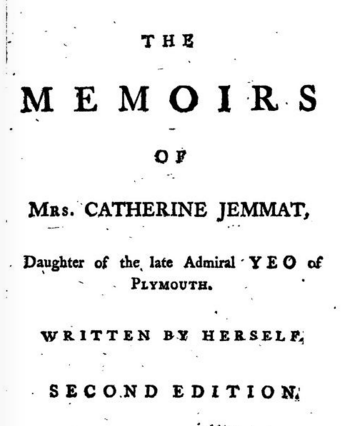
Portada del libro Memorias de Catherine Jemmat

Catherine Jemmat ( 1714 (bap) -1766) fue una autora inglesa que publicó en Gentleman's Magazine y produjo dos colecciones propias.<meta />
Su padre la desatendía. Era capitán de la Royal Navy y posteriormente almirante John Yeo y pasaba largos períodos en el mar. Dejó a Catherine al cuidado de una madrastra inmadura e irresponsable. Catherine se educó por un tiempo en un internado. Finalmente consiguió escapar de su controlador padre en un apresurado matrimonio con un comerciante de seda llamado Jemmat. Jemmat resultó ser un alcohólico endeudado y que pronto se arruinó. El capitán John Yeo, que se retiró con el rango de contralmirante y falleció en 1756, se negó a ocuparse de ella o de la hija que tuvo con Jemmat.
Chaterine logró ganarse la vida por ella misma consiguiendo que algunas personas adineradas patrocinaran tanto sus obras como antologías escritas junto a sus amigos. Las obras eran a menudo soeces y muchos de los patrocinadores permanecieron en el anonimato  .
Su obra principal es Memoirs (2 vols, 1762). También publicó Miscellanies en Prose and Verse (1766). Admitió abiertamente que los volúmenes contenían el trabajo de otros y no está claro qué partes son suyas y cuáles fueron realizadas por otros.
En algunas de sus obras critica el doble estándar que permitía a los hombres ser promiscuos sin tildar su reputación, mientras que las mujeres recibían "perpetual odium" .